# Nicholas Ralph
Nicholas Ralph (Kaapstad, 13 april 1990) is een in Zuid-Afrika geboren Schots acteur. 
Ralph is vooral bekend van zijn rol van dierenarts James Herriot in de televisieserie All Creatures Great and Small (2020-heden)

## Biografie
Ralph werd geboren in Kaapstad en groeide in de Schotse Hooglanden. Hij heeft familie in Georgia en Texas wonen, en in zijn kinderjaren reisde hij een aantal keer naar toe. Ralph heeft gestudeerd aan de Inverness College in Inverness, en hierna aan de Royal Conservatoire of Scotland in Glasgow. Na zijn afstuderen in 2017 begon hij met acteren in lokale theaters in Glasgow 

## Filmografie
- 2020-heden All Creatures Great and Small - als James Herriot - 35 afl. (televisieserie)
- 2022 The Devil's Light - als pastoor Raymond (film)
- 2021 The Most Reluctant Convert - als C.S. Lewis (jongeman) (film)

- Library of Congress Control Number: no2021016360
- Virtual International Authority File: 177163332148502641035
- WorldCat: E39PCjJq9BrR9cqW66vYVbwqKm